# Radolfzell
Radolfzell am Bodensee là một thị trấn thuộc huyện Konstanz, bang Baden-Württemberg, Đức. Nơi đây nằm ở phía tây hồ Bodensee, cách Konstanz 18 km về phía tây bắc.